# Kim Bu-sik
Kim Bu-sik (1075 - 1151) a fost un savant și istoriograf coreean.
Este cunoscut în special pentru cronica Samguk sagi (Analele celor trei împărății), cea mai veche din istoria Coreei.
Aceasta a fost întocmită la ordinul regelui Injong și a fost terminată în 1146.
Autorul relatează cu un deosebit talent narativ istoria acestei regiuni până în secolul al VII-lea, dând informații prețioase privind cultura și etnografia.